# 425 Kornelija
425 Kornelija (mednarodno ime je 425 Cornelia) je asteroid tipa C (po SMASS) v asteroidnem pasu.

## Odkritje
Asteroid je odkril francoski astronom A. Charlois ( 1864 – 1910) 28. decembra 1896 v Nici. Verjetno se imenuje po Cornelii Africani, hčerki  Scipiona starejšega.

## Lastnosti
Asteroid Kornelija obkroži Sonce v 4,90 letih. Njegova tirnica ima izsrednost 0,062, nagnjena pa je za 4,050° proti ekliptiki. Njegov premer je 63,85 km, okoli svoje osi se zavrti v 17,56 urah .